# Josefina Cota Cota
Josefina Cota Cota (San Juan de los Planes, Baja California Sur; 3 de junio de 1956) es una política mexicana, miembro del Partido de la Revolución Democrática, ha sido diputada federal y fue senadora por Baja California Sur de 2006 a 2012.
Jofefina Cota Cota inició su carrera política como miembro del Partido Revolucionario Institucional que la llevó a ser regidora del Ayuntamiento de Comondú de 1983 a 1985, ese último año fue designada representante del Programa de la Mujer en el Consejo de Población en el Gobierno del Estado de Baja California Sur; en 1987 fue elegida Diputada al Congreso de Baja California Sur en representación del IV Distrito Electoral para el periodo que concluyó en 1991, de 1993 a 1995 fue secretaria general de la Liga de Comunidades Agrarias y Sindicatos Campesinos, sección de la Confederación Nacional Campesina en Baja California Sur y en 1997 fue elegida senadora suplente. En 1999 renunció a su militancia en el PRI y se afilió al PRD, junto a Leonel Cota Montaño, electo Gobernador del estado ese año y en 2000 ésta la designó Coordinadora de atención ciudadana, giras y audiencias públicas de Gobierno del Estado.
Postulada candidata del PRD y electa diputada federal suplente por el II Distrito Electoral Federal de Baja California Sur a la LIX Legislatura, ejerció el cargo de 2004 a 2006 al solicitar el propietario, Narciso Agúndez Montaño, para ser candidato del PRD a Gobernador de Baja California Sur; en 2006 fue elegida a su vez Senadora por su estado en segunda fórmula postulada por la Coalición Por el Bien de Todos; aun siendo militante del PRD, en el Senado de México quedó integrada en la fracción parlamentaria del Partido del Trabajo, junto a los también perredistas Rosario Ibarra de Piedra y Francisco Javier Obregón Espinoza, lo cual le permitía al PT constituir una fracción parlamentaria.
El 11 de diciembre de 2008 dejó el grupo parlamentario del PT, para retornar al de PRD, lo cual hizo peligrar a la fracción del PT al no tener el mínimo de senadores necesarios para constituirse, sin embargo, el mismo día Ricardo Monreal Ávila se separó de la fracción del PRD y se sumó al PT, permaneciendo entonces ésta con su mismo carácter.